# 堂平駅
堂平駅（どうだいらえき）は、かつて静岡県静岡市（現・葵区）にあった大井川鉄道（現・大井川鐵道）井川線の貨物駅（廃駅）である。

## 概要
1954年（昭和29年）、中部電力専用鉄道として、大井川ダム - 当駅間が開業。その後井川線の全通、大井川鉄道井川線として旅客営業を開始後も当駅は貨物駅として使用された。後に畑薙第一ダム、畑薙第二ダム等の建設工事の際には資材輸送のために貨物列車の入線が見られたものの、1971年（昭和46年）に正式廃止された。
ただし廃止後も井川駅構内の扱いとして線路は撤去されず、使用休止の状態となった。その後大井川上流域に建設された中部電力赤石発電所の建設工事のために、1988年（昭和63年）にかつての当駅までの資材輸送列車が運転を再開、1996年（平成8年）まで使用された。
当初は当駅から井川本村を経て、さらに先の桃島まで延長する計画があり、路線建設の事業免許も交付されたが、結局畑薙第一・第二ダム建設のための資材輸送は当駅からのトラック輸送に切り替えられることとなり、この路線の計画は実現しなかった。ちなみに、井川駅と当駅はどちらも井川本村とは3 km程離れている。
1980年代には同区間で蒸気機関車の動態保存による遊覧列車が計画され、キャブと煙突を短く切り詰めた物に交換した大井川鐵道1号「いずも」が入線したことがあったが、諸問題により実現に至らなかった。

## 歴史
- 1954年（昭和29年）4月1日：開業。
- 1959年（昭和34年）8月1日：大井川鉄道井川線の駅として経営移管。
- 1971年（昭和46年）4月1日：井川駅 - 堂平駅間営業廃止により、鉄道駅としては廃駅となる[1]。
- 1988年（昭和63年）：赤石発電所建設のために使用再開。
- 1996年（平成8年）：建設工事終了に伴い使用中止。
- 2013年（平成25年）10月28日：「廃線小路」井川湖畔遊歩道として整備され開通。

## 駅構造
貨物専用駅。貨物取卸ホーム1面1線と、機回し線を兼ねた側線2本のみの構造となっていた。

## 当駅および井川駅までの区間の現状
前述したとおり、井川駅から当駅に続く区間は全区間に渡って線路が残されているが、当駅跡は敷地に残土が積み上げられた状態となっており、草木が生い茂り、かつてのヤードの面影は姿を失ってしまっている。井川駅側の分岐器のみがかろうじて確認できる。
井川駅の堂平側に続くトンネル（第二西山隧道）は車庫となっている。堂平側の坑口にシャッターが設けられており、2013年（平成25年）10月現在線路はシャッター付近で遮断されている。シャッターが設けられた東側坑口からは井川ダム展示館裏手に続く引込み線が存在したが、すでに撤去されている。
2008年（平成20年）5月29日に井川駅前で発生した土砂崩れによって静岡県道60号南アルプス公園線が封鎖されたことから迂回道路が必要となり、井川ダム展示館裏手から当駅手前までの区間を迂回路として転用することとし、線路敷に保護シートを敷き、その上に砂利を敷いて整地した上からアスファルトで簡易舗装し、路肩にガードレールを仮設して同年8月から供用していた。同区間はトンネルや線路敷の幅員等の関係から通行車両の制限が行われていた他、トンネル等では監視員の指示のもとで一車線の交互通行が行われていた。土砂崩れの暫定復旧後はレールを残したまま簡易舗装をすべて撤去して原状に復旧された。供用終了は翌年5月である。
その後、2013年（平成25年）10月28日より「井川湖畔遊歩道・廃線小路」として旧堂平側線跡が歩けるようになっている。井川ダム展示館裏手から回り、井川駅１番線トンネル（第二西山隧道）東側坑口付近から旧堂平側線へ入るが、側溝がチップで埋められて歩きやすくなり、線路もそのまま残されている。また湖側には防護柵が設置され、所々にベンチも設置されている。
2023年（令和5年）2月上旬に井川駅から堂平駅まで伸びていた井川駅1番線上の西山沢橋梁が老朽化を理由に、橋梁手前の信号機と分岐器と共に撤去された。

## 隣の駅
大井川鉄道
井川線
井川駅 - 堂平駅